# ZOPFAN
ZOPFAN ist ein Akronym und bedeutet: „Zone of Peace, Freedom and Neutrality“. Die ZOPFAN-Erklärung wurde von den Außenministern der ASEAN-Mitgliedsstaaten auf einem außerordentlichen Treffen am 26. und 27. November 1971 in Kuala Lumpur erarbeitet. Die Erklärung enthält den Anspruch, Indonesien, Malaysia, die Philippinen, Singapur und Thailand (die damaligen Mitgliedsstaaten der ASEAN) als eine Zone des Friedens, der Freiheit und der Neutralität zu etablieren. Insbesondere die Einmischung anderer Mächte (damit waren hauptsächlich die USA und die Sowjetunion gemeint), wurde abgelehnt. Außerdem sollte mit der Erklärung der Anspruch einer vertieften Kooperation innerhalb der Einflusssphäre der ASEAN formuliert werden, die zur Stärkung der Beziehungen und der Solidarität unter den Mitgliedsstaaten führen sollte.
Die ZOPFAN-Erklärung war die Reaktion auf mehrere politische Ereignisse in der Region, die den ASEAN-Staaten vor Augen führen mussten, dass ihre politischen Einflussmöglichkeiten in der Region sehr beschränkt waren. Darunter waren:
- der beschleunigte militärische Rückzug Großbritanniens aus Malaysia und Singapur, was zu einem Überdenken der Sicherheitsstrategien der beiden Länder führen musste
- die Nixon-Doktrin (auch: Guam-Doktrin), siehe dort
- der Vorschlag der Sowjetunion für ein kollektives Sicherheitsbündnis in Südostasien
- der beginnende Aufstieg Chinas nach der Kulturrevolution
- die Intensivierung des sino-sowjetischen Konflikts
- die steigende Relevanz japanischer Wirtschaftskraft
- die Ausbreitung des Vietnam-Kriegs nach Laos und Kambodscha

Die Erklärung muss als Kompromiss verstanden werden, der die malaysische Position der Neutralisierung (und damit die Bewegung ASEANs in Richtung der Blockfreien-Bewegung) und den Vorbehalten der anderen ASEAN-Staaten diesem Schritt gegenüber auf den kleinsten gemeinsamen Nenner bringt. Die Bedenken gegenüber dem von Malaysia vorgeschlagenen Schritt entsprangen (wie beispielsweise in Indonesien) der Befürchtung, dass die vollkommene Lossagung von den beiden Supermächten USA und Sowjetunion den chinesischen Einfluss in der Region erhöhen würde.
Das Konzept der ZOPFAN versank um die Jahrtausendwende zunehmend in der Bedeutungslosigkeit.